# Aleksinac
Aleksinac je grad u Srbiji, 30 kilometara sjeverno od Niša, a 200 kilometara južno od Beograda. Središte je istoimene općine Aleksinac
Pored Aleksinca prolazi autocesta, kao i pruga Beograd-Niš tako da je vrlo lako doći do ovog mjesta. Ova prometnica je dio autoceste E75, važne europske trase koja povezuje srednju Europu s Bliskim istokom.

## Stanovništvo
Grad ima oko 17.000 stanovnika (popis 2002.).

## Gospodarstvo
Veliki dio ove općine je ravničarski, tako da je dominantna poljoprivredna proizvodnja. Uglavnom je zastupljena individualna i primarna proizvodnja. Ovo je posljedica propadanja velikog poljoprivrednog giganta PIK Aleksinac.
Od ostalih djelatnosti izražen je privatni sektor u području trgovine i usluga. Što se proizvodnje tiče, zastupljena je metaloprerađivačka djelatnost u malom gospodarstvu (Komak M, Vabis, Start92, Tehnoelektro), a od većih preduzeća Slovenački Alpos, Frad u sastavu MPS grupe, EMPA (električni proizvodi).

## Vanjske poveznice
- Aleksinac.Net
- Sela općine Aleksinačke